# Ligue B de la Ligue des nations de l'UEFA 2022-2023
Navigation
Ligue B 2020-2021 Ligue B 2024-2025
La Ligue B de la Ligue des nations 2022-2023 est la deuxième division de la Ligue des nations 2022-2023, troisième édition d'une compétition impliquant les équipes nationales masculines des 55 associations membres de l'UEFA.

## Format
Le format de la compétition est identique à l'édition précédente.

### Tirage au sort
Les équipes sont attribuées à la Ligue B en fonction de la liste d'accès basée sur le classement général de la précédente édition. Elles sont réparties en quatre chapeaux de quatre équipes, placées selon leur coefficient.
Le tirage au sort de la phase de ligue a lieu à Nyon, le 16 décembre 2021.
| Équipe             | Classement |
| ------------------ | ---------- |
| Ukraine            | 13         |
| Suède              | 14         |
| Bosnie-Herzégovine | 15         |
| Islande            | 16         |

| Équipe   | Classement |
| -------- | ---------- |
| Finlande | 21         |
| Norvège  | 22         |
| Écosse   | 23         |
| Russie   | 24         |

| Équipe               | Classement |
| -------------------- | ---------- |
| Israël               | 25         |
| Roumanie             | 26         |
| Serbie               | 27         |
| République d'Irlande | 28         |

| Équipe     | Classement |
| ---------- | ---------- |
| Slovénie   | 33         |
| Monténégro | 34         |
| Albanie    | 35         |
| Arménie    | 36         |

## Groupes
Légende des classements
- Promotion en Ligue A
- Relégation en Ligue C

### Groupe 1
| Rang | Équipe               | Pts | J | G | N | P | Bp | Bc | Diff |  | Résultats (▼ dom., ► ext.) |     |     |     |     |
| ---- | -------------------- | --- | - | - | - | - | -- | -- | ---- |  | -------------------------- | --- | --- | --- | --- |
| 1    | Écosse               | 13  | 6 | 4 | 1 | 1 | 11 | 5  | +6   |  | Écosse                     |     | 3-0 | 2-1 | 2-0 |
| 2    | Ukraine              | 11  | 6 | 3 | 2 | 1 | 10 | 4  | +6   |  | Ukraine                    | 0-0 |     | 1-1 | 3-0 |
| 3    | République d'Irlande | 7   | 6 | 2 | 1 | 3 | 8  | 7  | +1   |  | République d'Irlande       | 3-0 | 0-1 |     | 3-2 |
| 4    | Arménie              | 3   | 6 | 1 | 0 | 5 | 4  | 17 | -13  |  | Arménie                    | 1-4 | 0-5 | 1-0 |     |

| 1re journée       | Arménie       | 1 - 0   | République d'Irlande | Stade Républicain Vazgen-Sargsian, Erevan                                      |                                                                                |
| 4 juin 2022 15h00 | Spertsyan 74e | (0 - 0) |                      | Spectateurs : 10 600 Arbitrage : Radu Petrescu Arbitre vidéo : Nejc Kajtazovic | Spectateurs : 10 600 Arbitrage : Radu Petrescu Arbitre vidéo : Nejc Kajtazovic |
| 4 juin 2022 15h00 | Rapport       |         |                      | Spectateurs : 10 600 Arbitrage : Radu Petrescu Arbitre vidéo : Nejc Kajtazovic | Spectateurs : 10 600 Arbitrage : Radu Petrescu Arbitre vidéo : Nejc Kajtazovic |

| 2e journée        | Écosse                    | 2 - 0   | Arménie | Hampden Park, Glasgow                                                            |                                                                                  |
| 8 juin 2022 20h45 | Ralston 28e · McKenna 40e | (2 - 0) |         | Spectateurs : 38 627 Arbitrage : Sebastian Gishamer Arbitre vidéo : Felix Zwayer | Spectateurs : 38 627 Arbitrage : Sebastian Gishamer Arbitre vidéo : Felix Zwayer |
| 8 juin 2022 20h45 | Rapport                   |         |         | Spectateurs : 38 627 Arbitrage : Sebastian Gishamer Arbitre vidéo : Felix Zwayer | Spectateurs : 38 627 Arbitrage : Sebastian Gishamer Arbitre vidéo : Felix Zwayer |

|       | République d'Irlande | 0 - 1   | Ukraine       | Aviva Stadium, Dublin                                                   |                                                                         |
| 20h45 |                      | (0 - 0) | 47e Tsyhankov | Spectateurs : 40 111 Arbitrage : Filip Glova Arbitre vidéo : Kevin Blom | Spectateurs : 40 111 Arbitrage : Filip Glova Arbitre vidéo : Kevin Blom |
| 20h45 | Rapport              |         |               | Spectateurs : 40 111 Arbitrage : Filip Glova Arbitre vidéo : Kevin Blom | Spectateurs : 40 111 Arbitrage : Filip Glova Arbitre vidéo : Kevin Blom |

| 3e journée         | Ukraine                                        | 3 - 0   | Arménie | Stade municipal de Łódź, Łódź ( Pologne)                                      |                                                                               |
| 11 juin 2022 15h00 | Malinovsky 61e · Karaveïev 77e · Mykolenko 84e | (0 - 0) |         | Spectateurs : 12 503 Arbitrage : Daniel Stefanski Arbitre vidéo : Piotr Lasyk | Spectateurs : 12 503 Arbitrage : Daniel Stefanski Arbitre vidéo : Piotr Lasyk |
| 11 juin 2022 15h00 | Rapport                                        |         |         | Spectateurs : 12 503 Arbitrage : Daniel Stefanski Arbitre vidéo : Piotr Lasyk | Spectateurs : 12 503 Arbitrage : Daniel Stefanski Arbitre vidéo : Piotr Lasyk |

|       | République d'Irlande                   | 3 - 0   | Écosse | Aviva Stadium, Dublin                                                              |                                                                                    |
| 18h00 | Browne 20e · Parrott 28e · Obafemi 51e | (2 - 0) |        | Spectateurs : 46 927 Arbitrage : Marco Di Bello Arbitre vidéo : Gianluca Aureliano | Spectateurs : 46 927 Arbitrage : Marco Di Bello Arbitre vidéo : Gianluca Aureliano |
| 18h00 | Rapport                                |         |        | Spectateurs : 46 927 Arbitrage : Marco Di Bello Arbitre vidéo : Gianluca Aureliano | Spectateurs : 46 927 Arbitrage : Marco Di Bello Arbitre vidéo : Gianluca Aureliano |

| 4e journée         | Arménie         | 1 - 4   | Écosse                                       | Stade Républicain Vazgen-Sargsian, Erevan                                    |                                                                              |
| 14 juin 2022 18h00 | Bichakhchyan 6e | (1 - 2) | 14e 45+1e Armstrong · 50e McGinn · 54e Adams | Spectateurs : 13 500 Arbitrage : Nikola Dabanović Arbitre vidéo : Kevin Blom | Spectateurs : 13 500 Arbitrage : Nikola Dabanović Arbitre vidéo : Kevin Blom |
| 14 juin 2022 18h00 | Rapport         |         |                                              | Spectateurs : 13 500 Arbitrage : Nikola Dabanović Arbitre vidéo : Kevin Blom | Spectateurs : 13 500 Arbitrage : Nikola Dabanović Arbitre vidéo : Kevin Blom |

|       | Ukraine    | 1 - 1   | République d'Irlande | Stade municipal de Łódź, Łódź ( Pologne)                                     |                                                                              |
| 20h45 | Dovbyk 47e | (0 - 1) | 31e Collins          | Spectateurs : 10 641 Arbitrage : Ali Palabıyık Arbitre vidéo : Mete Kalkavan | Spectateurs : 10 641 Arbitrage : Ali Palabıyık Arbitre vidéo : Mete Kalkavan |
| 20h45 | Rapport    |         |                      | Spectateurs : 10 641 Arbitrage : Ali Palabıyık Arbitre vidéo : Mete Kalkavan | Spectateurs : 10 641 Arbitrage : Ali Palabıyık Arbitre vidéo : Mete Kalkavan |

| 1re journée             | Écosse                     | 3 - 0   | Ukraine | Hampden Park, Glasgow                                                                 |                                                                                       |
| 21 septembre 2022 20h45 | McGinn 70e · Dykes 80e 87e | (0 - 0) |         | Spectateurs : 42 846 Arbitrage : Maurizio Mariani Arbitre vidéo : Massimiliano Irrati | Spectateurs : 42 846 Arbitrage : Maurizio Mariani Arbitre vidéo : Massimiliano Irrati |
| 21 septembre 2022 20h45 | Rapport                    |         |         | Spectateurs : 42 846 Arbitrage : Maurizio Mariani Arbitre vidéo : Massimiliano Irrati | Spectateurs : 42 846 Arbitrage : Maurizio Mariani Arbitre vidéo : Massimiliano Irrati |

| 5e journée              | Arménie | 0 - 5   | Ukraine                                                     | Stade Républicain Vazgen-Sargsian, Erevan                                  |                                                                            |
| 24 septembre 2022 15h00 |         | (0 - 1) | 22e Tymtchyk · 57e Zoubkov · 69e 84e Dovbyk · 81e Ignatenko | Spectateurs : 7 200 Arbitrage : João Pinheiro Arbitre vidéo : Luis Godinho | Spectateurs : 7 200 Arbitrage : João Pinheiro Arbitre vidéo : Luis Godinho |
| 24 septembre 2022 15h00 | Rapport |         |                                                             | Spectateurs : 7 200 Arbitrage : João Pinheiro Arbitre vidéo : Luis Godinho | Spectateurs : 7 200 Arbitrage : João Pinheiro Arbitre vidéo : Luis Godinho |

|       | Écosse                           | 2 - 1   | République d'Irlande | Hampden Park, Glasgow                                                      |                                                                            |
| 20h45 | Hendry 50e · Christie 82e (pen.) | (0 - 1) | 18e Egan             | Spectateurs : 48 853 Arbitrage : Sandro Schärer Arbitre vidéo : Fedayi San | Spectateurs : 48 853 Arbitrage : Sandro Schärer Arbitre vidéo : Fedayi San |
| 20h45 | Rapport                          |         |                      | Spectateurs : 48 853 Arbitrage : Sandro Schärer Arbitre vidéo : Fedayi San | Spectateurs : 48 853 Arbitrage : Sandro Schärer Arbitre vidéo : Fedayi San |

| 6e journée              | République d'Irlande                        | 3 - 2   | Arménie                     | Aviva Stadium, Dublin                                                     |                                                                           |
| 27 septembre 2022 20h45 | Egan 18e · Obafemi 52e · Brady 90+1e (pen.) | (1 - 0) | 71e Dashyan · 73e Spertsyan | Spectateurs : 41 719 Arbitrage : Rade Obrenović Arbitre vidéo : Matej Jug | Spectateurs : 41 719 Arbitrage : Rade Obrenović Arbitre vidéo : Matej Jug |
| 27 septembre 2022 20h45 | Rapport                                     |         |                             | Spectateurs : 41 719 Arbitrage : Rade Obrenović Arbitre vidéo : Matej Jug | Spectateurs : 41 719 Arbitrage : Rade Obrenović Arbitre vidéo : Matej Jug |

|       | Ukraine | 0 - 0 | Écosse | Stade Józef-Piłsudski, Cracovie ( Pologne)                                           |                                                                                      |
| 20h45 |         |       |        | Spectateurs : 13 534 Arbitrage : Tasos Sidiropoulos Arbitre vidéo : Agelos Evangelou | Spectateurs : 13 534 Arbitrage : Tasos Sidiropoulos Arbitre vidéo : Agelos Evangelou |
| 20h45 | Rapport |       |        | Spectateurs : 13 534 Arbitrage : Tasos Sidiropoulos Arbitre vidéo : Agelos Evangelou | Spectateurs : 13 534 Arbitrage : Tasos Sidiropoulos Arbitre vidéo : Agelos Evangelou |

### Groupe 2
| Rang | Équipe  | Pts          | J            | G            | N            | P            | Bp           | Bc           | Diff         |  | Résultats (▼ dom., ► ext.) |     |     |     |
| ---- | ------- | ------------ | ------------ | ------------ | ------------ | ------------ | ------------ | ------------ | ------------ |  | -------------------------- | --- | --- | --- |
| 1    | Israël  | 8            | 4            | 2            | 2            | 0            | 8            | 6            | +2           |  | Israël                     |     | 2-2 | 2-1 |
| 2    | Islande | 4            | 4            | 0            | 4            | 0            | 6            | 6            | 0            |  | Islande                    | 2-2 |     | 1-1 |
| 3    | Albanie | 2            | 4            | 0            | 2            | 2            | 4            | 6            | -2           |  | Albanie                    | 1-2 | 1-1 |     |
| 4    | Russie  | Disqualifiée | Disqualifiée | Disqualifiée | Disqualifiée | Disqualifiée | Disqualifiée | Disqualifiée | Disqualifiée |  |                            |     |     |     |

Le 2 mai 2022, l'UEFA décide que la Russie ne participera pas au tournoi et finira dernière et reléguée en Ligue C au terme de la campagne.
| 1re journée       | Albanie | Annulé | Russie | Air Albania Stadium, Tirana |
| 2 juin 2022 20h45 |         |        |        |                             |

|       | Israël                   | 2 - 2   | Islande                       | Stade Sammy-Ofer, Haïfa                                                           |                                                                                   |
| 20h45 | Abada 25e · Weissman 84e | (1 - 1) | 42e Helgason · 53e Sigurðsson | Spectateurs : 13 150 Arbitrage : Andris Treimanis Arbitre vidéo : Jeroen Manschot | Spectateurs : 13 150 Arbitrage : Andris Treimanis Arbitre vidéo : Jeroen Manschot |
| 20h45 | Rapport                  |         |                               | Spectateurs : 13 150 Arbitrage : Andris Treimanis Arbitre vidéo : Jeroen Manschot | Spectateurs : 13 150 Arbitrage : Andris Treimanis Arbitre vidéo : Jeroen Manschot |

| 2e journée        | Islande          | 1 - 1   | Albanie    | Laugardalsvöllur, Reykjavik                                               |                                                                           |
| 6 juin 2022 20h45 | Þorsteinsson 49e | (0 - 1) | 30e Seferi | Spectateurs : 4 033 Arbitrage : Craig Pawson Arbitre vidéo : Peter Bankes | Spectateurs : 4 033 Arbitrage : Craig Pawson Arbitre vidéo : Peter Bankes |
| 6 juin 2022 20h45 | Rapport          |         |            | Spectateurs : 4 033 Arbitrage : Craig Pawson Arbitre vidéo : Peter Bankes | Spectateurs : 4 033 Arbitrage : Craig Pawson Arbitre vidéo : Peter Bankes |

|       | Israël | Annulé | Russie | Stade Sammy-Ofer, Haïfa |
| 20h45 |        |        |        |                         |

| 3e journée         | Albanie            | 1 - 2   | Israël          | Air Albania Stadium, Tirana                                                  |                                                                              |
| 10 juin 2022 20h45 | Broja 45+2e (pen.) | (1 - 0) | 57e 73e Solomon | Spectateurs : 18 100 Arbitrage : Tiago Martins Arbitre vidéo : João Pinheiro | Spectateurs : 18 100 Arbitrage : Tiago Martins Arbitre vidéo : João Pinheiro |
| 10 juin 2022 20h45 | Rapport            |         |                 | Spectateurs : 18 100 Arbitrage : Tiago Martins Arbitre vidéo : João Pinheiro | Spectateurs : 18 100 Arbitrage : Tiago Martins Arbitre vidéo : João Pinheiro |

|       | Russie | Annulé | Islande |  |
| 20h45 |        |        |         |  |

| 4e journée         | Islande                        | 2 - 2   | Israël                            | Laugardalsvöllur, Reykjavik                                                 |                                                                             |
| 13 juin 2022 20h45 | Þorsteinsson 9e · Helgason 60e | (1 - 1) | 35e (csc) Grétarsson · 65e Peretz | Spectateurs : 2 778 Arbitrage : Duje Strukan Arbitre vidéo : Novak SImonvić | Spectateurs : 2 778 Arbitrage : Duje Strukan Arbitre vidéo : Novak SImonvić |
| 13 juin 2022 20h45 | Rapport                        |         |                                   | Spectateurs : 2 778 Arbitrage : Duje Strukan Arbitre vidéo : Novak SImonvić | Spectateurs : 2 778 Arbitrage : Duje Strukan Arbitre vidéo : Novak SImonvić |

|       | Russie | Annulé | Albanie |  |
| 20h45 |        |        |         |  |

| 5e journée              | Islande | Annulé | Russie |  |
| 24 septembre 2022 15h00 |         |        |        |  |

|       | Israël                      | 2 - 1   | Albanie   | Stade Bloomfield, Tel Aviv-Jaffa                                                  |                                                                                   |
| 20h45 | Weissman 46e · Baribo 90+2e | (0 - 0) | 88e Uzuni | Spectateurs : 29 200 Arbitrage : Donatas Rumšas Arbitre vidéo : José Luis Munuera | Spectateurs : 29 200 Arbitrage : Donatas Rumšas Arbitre vidéo : José Luis Munuera |
| 20h45 | Rapport                     |         |           | Spectateurs : 29 200 Arbitrage : Donatas Rumšas Arbitre vidéo : José Luis Munuera | Spectateurs : 29 200 Arbitrage : Donatas Rumšas Arbitre vidéo : José Luis Munuera |

| 6e journée              | Albanie     | 1 - 1   | Islande        | Air Albania Stadium, Tirana                                                                  |                                                                                              |
| 27 septembre 2022 20h45 | Lenjani 35e | (1 - 1) | 90+7e Anderson | Spectateurs : 8 800 Arbitrage : Ricardo de Burgos Arbitre vidéo : Guillermo Cuadra Fernández | Spectateurs : 8 800 Arbitrage : Ricardo de Burgos Arbitre vidéo : Guillermo Cuadra Fernández |
| 27 septembre 2022 20h45 | Rapport     |         |                | Spectateurs : 8 800 Arbitrage : Ricardo de Burgos Arbitre vidéo : Guillermo Cuadra Fernández | Spectateurs : 8 800 Arbitrage : Ricardo de Burgos Arbitre vidéo : Guillermo Cuadra Fernández |

|       | Russie | Annulé | Israël |  |
| 20h45 |        |        |        |  |

### Groupe 3
| Rang | Équipe             | Pts | J | G | N | P | Bp | Bc | Diff |  | Résultats (▼ dom., ► ext.) |     |     |     |     |
| ---- | ------------------ | --- | - | - | - | - | -- | -- | ---- |  | -------------------------- | --- | --- | --- | --- |
| 1    | Bosnie-Herzégovine | 11  | 6 | 3 | 2 | 1 | 8  | 8  | 0    |  | Bosnie-Herzégovine         |     | 3-2 | 1-0 | 1-0 |
| 2    | Finlande           | 8   | 6 | 2 | 2 | 2 | 8  | 6  | +2   |  | Finlande                   | 1-1 |     | 2-0 | 1-1 |
| 3    | Monténégro         | 7   | 6 | 2 | 1 | 3 | 6  | 6  | 0    |  | Monténégro                 | 1-1 | 0-2 |     | 2-0 |
| 4    | Roumanie           | 7   | 6 | 2 | 1 | 3 | 6  | 8  | -2   |  | Roumanie                   | 4-1 | 1-0 | 0-3 |     |

| 1re journée       | Finlande           | 1 - 1   | Bosnie-Herzégovine | Stade olympique d'Helsinki, Helsinki                                                 |                                                                                      |
| 4 juin 2022 18h00 | Pukki 45+1e (pen.) | (1 - 0) | 90+3e Prevljak     | Spectateurs : 20 181 Arbitrage : Nicholas Walsh Arbitre vidéo : Jarred Gavan Gillett | Spectateurs : 20 181 Arbitrage : Nicholas Walsh Arbitre vidéo : Jarred Gavan Gillett |
| 4 juin 2022 18h00 | Rapport            |         |                    | Spectateurs : 20 181 Arbitrage : Nicholas Walsh Arbitre vidéo : Jarred Gavan Gillett | Spectateurs : 20 181 Arbitrage : Nicholas Walsh Arbitre vidéo : Jarred Gavan Gillett |

|       | Monténégro                   | 2 - 0   | Roumanie | Stade Pod Goricom, Podgorica                                                |                                                                             |
| 20h45 | Mugoša 66e · M. Vukčević 87e | (0 - 0) |          | Spectateurs : 3 998 Arbitrage : Andreas Ekberg Arbitre vidéo : Luis Godinho | Spectateurs : 3 998 Arbitrage : Andreas Ekberg Arbitre vidéo : Luis Godinho |
| 20h45 | Rapport                      |         |          | Spectateurs : 3 998 Arbitrage : Andreas Ekberg Arbitre vidéo : Luis Godinho | Spectateurs : 3 998 Arbitrage : Andreas Ekberg Arbitre vidéo : Luis Godinho |

| 2e journée        | Finlande           | 2 - 0   | Monténégro | Stade olympique d'Helsinki, Helsinki                                             |                                                                                  |
| 7 juin 2022 18h00 | Pohjanpalo 31e 38e | (2 - 0) |            | Spectateurs : 17 009 Arbitrage : Allard Lindhout Arbitre vidéo : Jeroen Manschot | Spectateurs : 17 009 Arbitrage : Allard Lindhout Arbitre vidéo : Jeroen Manschot |
| 7 juin 2022 18h00 | Rapport            |         |            | Spectateurs : 17 009 Arbitrage : Allard Lindhout Arbitre vidéo : Jeroen Manschot | Spectateurs : 17 009 Arbitrage : Allard Lindhout Arbitre vidéo : Jeroen Manschot |

|       | Bosnie-Herzégovine | 1 - 0   | Roumanie | Stade Bilino-Polje, Zenica                                                      |                                                                                 |
| 20h45 | Prevljak 68e       | (0 - 0) |          | Spectateurs : 4 500 Arbitrage : Sascha Stegemann Arbitre vidéo : Benjamin Brand | Spectateurs : 4 500 Arbitrage : Sascha Stegemann Arbitre vidéo : Benjamin Brand |
| 20h45 | Rapport            |         |          | Spectateurs : 4 500 Arbitrage : Sascha Stegemann Arbitre vidéo : Benjamin Brand | Spectateurs : 4 500 Arbitrage : Sascha Stegemann Arbitre vidéo : Benjamin Brand |

| 3e journée         | Monténégro  | 1 - 1   | Bosnie-Herzégovine | Stade Pod Goricom, Podgorica                                               |                                                                            |
| 11 juin 2022 15h00 | Marušić 77e | (0 - 0) | 62e Menalo         | Spectateurs : 6 555 Arbitrage : Daniele Orsato Arbitre vidéo : Marco Guida | Spectateurs : 6 555 Arbitrage : Daniele Orsato Arbitre vidéo : Marco Guida |
| 11 juin 2022 15h00 | Rapport     |         |                    | Spectateurs : 6 555 Arbitrage : Daniele Orsato Arbitre vidéo : Marco Guida | Spectateurs : 6 555 Arbitrage : Daniele Orsato Arbitre vidéo : Marco Guida |

|       | Roumanie  | 1 - 0   | Finlande | Stadionul Rapid-Giulești, Bucarest                                                |                                                                                   |
| 20h45 | Bancu 30e | (1 - 0) |          | Spectateurs : 11 503 Arbitrage : Harald Lechner Arbitre vidéo : Christian Dingert | Spectateurs : 11 503 Arbitrage : Harald Lechner Arbitre vidéo : Christian Dingert |
| 20h45 | Rapport   |         |          | Spectateurs : 11 503 Arbitrage : Harald Lechner Arbitre vidéo : Christian Dingert | Spectateurs : 11 503 Arbitrage : Harald Lechner Arbitre vidéo : Christian Dingert |

| 4e journée         | Bosnie-Herzégovine               | 3 - 2   | Finlande                | Stade Bilino-Polje, Zenica                                                     |                                                                                |
| 14 juin 2022 20h45 | Pjanić 5e (pen.) · Džeko 29e 58e | (2 - 2) | 10e Pukki · 18e Källman | Spectateurs : 8 150 Arbitrage : Georgi Kabakov Arbitre vidéo : Ivaylo Stoyanov | Spectateurs : 8 150 Arbitrage : Georgi Kabakov Arbitre vidéo : Ivaylo Stoyanov |
| 14 juin 2022 20h45 | Rapport                          |         |                         | Spectateurs : 8 150 Arbitrage : Georgi Kabakov Arbitre vidéo : Ivaylo Stoyanov | Spectateurs : 8 150 Arbitrage : Georgi Kabakov Arbitre vidéo : Ivaylo Stoyanov |

|       | Roumanie | 0 - 3   | Monténégro         | Stadionul Rapid-Giulești, Bucarest                                           |                                                                              |
| 20h45 |          | (0 - 1) | 42e 56e 63e Mugoša | Spectateurs : 11 657 Arbitrage : João Pinheiro Arbitre vidéo : Tiago Martins | Spectateurs : 11 657 Arbitrage : João Pinheiro Arbitre vidéo : Tiago Martins |
| 20h45 | Rapport  |         |                    | Spectateurs : 11 657 Arbitrage : João Pinheiro Arbitre vidéo : Tiago Martins | Spectateurs : 11 657 Arbitrage : João Pinheiro Arbitre vidéo : Tiago Martins |

| 5e journée              | Bosnie-Herzégovine | 1 - 0   | Monténégro | Stade Bilino-Polje, Zenica                                                           |                                                                                      |
| 23 septembre 2022 20h45 | Demirović 45+1e    | (1 - 0) |            | Spectateurs : 12 050 Arbitrage : Szymon Marciniak Arbitre vidéo : Tomasz Kwiatkowski | Spectateurs : 12 050 Arbitrage : Szymon Marciniak Arbitre vidéo : Tomasz Kwiatkowski |
| 23 septembre 2022 20h45 | Rapport            |         |            | Spectateurs : 12 050 Arbitrage : Szymon Marciniak Arbitre vidéo : Tomasz Kwiatkowski | Spectateurs : 12 050 Arbitrage : Szymon Marciniak Arbitre vidéo : Tomasz Kwiatkowski |

|       | Finlande  | 1 - 1   | Roumanie   | Stade olympique d'Helsinki, Helsinki                                                              |                                                                                                   |
| 20h45 | Pukki 12e | (1 - 0) | 52e Tănase | Spectateurs : 20 130 Arbitrage : Carlos del Cerro Grande Arbitre vidéo : Xavier Estrada Fernandez | Spectateurs : 20 130 Arbitrage : Carlos del Cerro Grande Arbitre vidéo : Xavier Estrada Fernandez |
| 20h45 | Rapport   |         |            | Spectateurs : 20 130 Arbitrage : Carlos del Cerro Grande Arbitre vidéo : Xavier Estrada Fernandez | Spectateurs : 20 130 Arbitrage : Carlos del Cerro Grande Arbitre vidéo : Xavier Estrada Fernandez |

| 6e journée              | Monténégro | 0 - 2   | Finlande                 | Stade Pod Goricom, Podgorica                                                    |                                                                                 |
| 26 septembre 2022 20h45 |            | (0 - 0) | 47e Antman · 53e Källman | Spectateurs : 2 522 Arbitrage : François Letexier Arbitre vidéo : Willy Delajod | Spectateurs : 2 522 Arbitrage : François Letexier Arbitre vidéo : Willy Delajod |
| 26 septembre 2022 20h45 | Rapport    |         |                          | Spectateurs : 2 522 Arbitrage : François Letexier Arbitre vidéo : Willy Delajod | Spectateurs : 2 522 Arbitrage : François Letexier Arbitre vidéo : Willy Delajod |

|       | Roumanie                             | 4 - 1   | Bosnie-Herzégovine | Stadionul Rapid-Giulești, Bucarest                                              |                                                                                 |
| 20h45 | Man 38e · Pușcaș 73e 86e · Rațiu 79e | (1 - 0) | 77e Džeko          | Spectateurs : 12 693 Arbitrage : Halil Umut Meler Arbitre vidéo : Mete Kalvakan | Spectateurs : 12 693 Arbitrage : Halil Umut Meler Arbitre vidéo : Mete Kalvakan |
| 20h45 | Rapport                              |         |                    | Spectateurs : 12 693 Arbitrage : Halil Umut Meler Arbitre vidéo : Mete Kalvakan | Spectateurs : 12 693 Arbitrage : Halil Umut Meler Arbitre vidéo : Mete Kalvakan |

### Groupe 4
| Rang | Équipe   | Pts | J | G | N | P | Bp | Bc | Diff |  | Résultats (▼ dom., ► ext.) |     |     |     |     |
| ---- | -------- | --- | - | - | - | - | -- | -- | ---- |  | -------------------------- | --- | --- | --- | --- |
| 1    | Serbie   | 13  | 6 | 4 | 1 | 1 | 13 | 5  | +8   |  | Serbie                     |     | 0-1 | 4-1 | 4-1 |
| 2    | Norvège  | 10  | 6 | 3 | 1 | 2 | 7  | 7  | 0    |  | Norvège                    | 0-2 |     | 0-0 | 3-2 |
| 3    | Slovénie | 6   | 6 | 1 | 3 | 2 | 6  | 10 | -4   |  | Slovénie                   | 2-2 | 2-1 |     | 0-2 |
| 4    | Suède    | 4   | 6 | 1 | 1 | 4 | 7  | 11 | -4   |  | Suède                      | 0-1 | 1-2 | 1-1 |     |

| 1re journée       | Serbie  | 0 - 1   | Norvège     | Stade de l'Étoile rouge, Belgrade                                                   |                                                                                     |
| 2 juin 2022 20h45 |         | (0 - 1) | 26e Haaland | Spectateurs : 9 726 Arbitrage : Paweł Raczkowski Arbitre vidéo : Tomasz Kwiatkowski | Spectateurs : 9 726 Arbitrage : Paweł Raczkowski Arbitre vidéo : Tomasz Kwiatkowski |
| 2 juin 2022 20h45 | Rapport |         |             | Spectateurs : 9 726 Arbitrage : Paweł Raczkowski Arbitre vidéo : Tomasz Kwiatkowski | Spectateurs : 9 726 Arbitrage : Paweł Raczkowski Arbitre vidéo : Tomasz Kwiatkowski |

|       | Slovénie | 0 - 2   | Suède                                | Stadion Stožice, Ljubljana                                                 |                                                                            |
| 20h45 |          | (0 - 1) | 39e (pen.) Forsberg · 88e Kulusevski | Spectateurs : 5 123 Arbitrage : Ruddy Buquet Arbitre vidéo : Willy Delajod | Spectateurs : 5 123 Arbitrage : Ruddy Buquet Arbitre vidéo : Willy Delajod |
| 20h45 | Rapport  |         |                                      | Spectateurs : 5 123 Arbitrage : Ruddy Buquet Arbitre vidéo : Willy Delajod | Spectateurs : 5 123 Arbitrage : Ruddy Buquet Arbitre vidéo : Willy Delajod |

| 2e journée        | Serbie                                                              | 4 - 1   | Slovénie       | Stade de l'Étoile rouge, Belgrade                                                                |                                                                                                  |
| 5 juin 2022 20h45 | A. Mitrović 24e · Milinković-Savić 56e · Jović 85e · Radonjić 90+2e | (1 - 1) | 30e Stojanović | Spectateurs : 10 925 Arbitrage : Jesús Gil Manzano Arbitre vidéo : Alejandro Hernández Hernández | Spectateurs : 10 925 Arbitrage : Jesús Gil Manzano Arbitre vidéo : Alejandro Hernández Hernández |
| 5 juin 2022 20h45 | Rapport                                                             |         |                | Spectateurs : 10 925 Arbitrage : Jesús Gil Manzano Arbitre vidéo : Alejandro Hernández Hernández | Spectateurs : 10 925 Arbitrage : Jesús Gil Manzano Arbitre vidéo : Alejandro Hernández Hernández |

|       | Suède        | 1 - 2   | Norvège            | Friends Arena, Solna                                                           |                                                                                |
| 20h45 | Elanga 90+2e | (0 - 1) | 20e (pen.) Haaland | Spectateurs : 42 320 Arbitrage : Anthony Taylor Arbitre vidéo : Stuart Attwell | Spectateurs : 42 320 Arbitrage : Anthony Taylor Arbitre vidéo : Stuart Attwell |
| 20h45 | Rapport      |         |                    | Spectateurs : 42 320 Arbitrage : Anthony Taylor Arbitre vidéo : Stuart Attwell | Spectateurs : 42 320 Arbitrage : Anthony Taylor Arbitre vidéo : Stuart Attwell |

| 3e journée        | Norvège | 0 - 0 | Slovénie | Ullevaal Stadion, Oslo                                                             |                                                                                    |
| 9 juin 2022 20h45 |         |       |          | Spectateurs : 18 134 Arbitrage : Fabio Verissimo Arbitre vidéo : Artur Soares Dias | Spectateurs : 18 134 Arbitrage : Fabio Verissimo Arbitre vidéo : Artur Soares Dias |
| 9 juin 2022 20h45 | Rapport |       |          | Spectateurs : 18 134 Arbitrage : Fabio Verissimo Arbitre vidéo : Artur Soares Dias | Spectateurs : 18 134 Arbitrage : Fabio Verissimo Arbitre vidéo : Artur Soares Dias |

|       | Suède   | 0 - 1   | Serbie      | Friends Arena, Solna                                                            |                                                                                 |
| 20h45 |         | (0 - 1) | 45+3e Jović | Spectateurs : 24 123 Arbitrage : Lawrence Visser Arbitre vidéo : Jérôme Brisard | Spectateurs : 24 123 Arbitrage : Lawrence Visser Arbitre vidéo : Jérôme Brisard |
| 20h45 | Rapport |         |             | Spectateurs : 24 123 Arbitrage : Lawrence Visser Arbitre vidéo : Jérôme Brisard | Spectateurs : 24 123 Arbitrage : Lawrence Visser Arbitre vidéo : Jérôme Brisard |

| 4e journée         | Norvège                              | 3 - 2   | Suède                         | Ullevaal Stadion, Oslo                                                   |                                                                          |
| 12 juin 2022 18h00 | Haaland 10e 54e (pen.) · Sørloth 77e | (1 - 0) | 62e Forsberg · 90+5e Gyökeres | Spectateurs : 24 273 Arbitrage : Harm Osmers Arbitre vidéo : Mark Borsch | Spectateurs : 24 273 Arbitrage : Harm Osmers Arbitre vidéo : Mark Borsch |
| 12 juin 2022 18h00 | Rapport                              |         |                               | Spectateurs : 24 273 Arbitrage : Harm Osmers Arbitre vidéo : Mark Borsch | Spectateurs : 24 273 Arbitrage : Harm Osmers Arbitre vidéo : Mark Borsch |

|       | Slovénie                     | 2 - 2   | Serbie                        | Stadion Stožice, Ljubljana                                                            |                                                                                       |
| 20h45 | Gnezda Čerin 48e · Šeško 53e | (0 - 2) | 8e Živković · 35e A. Mitrović | Spectateurs : 13 782 Arbitrage : Maurizio Mariani Arbitre vidéo : Massimiliano Irrati | Spectateurs : 13 782 Arbitrage : Maurizio Mariani Arbitre vidéo : Massimiliano Irrati |
| 20h45 | Rapport                      |         |                               | Spectateurs : 13 782 Arbitrage : Maurizio Mariani Arbitre vidéo : Massimiliano Irrati | Spectateurs : 13 782 Arbitrage : Maurizio Mariani Arbitre vidéo : Massimiliano Irrati |

| 5e journée              | Slovénie               | 2 - 1   | Norvège     | Stadion Stožice, Ljubljana                                                          |                                                                                     |
| 24 septembre 2022 18h00 | Šporar 69e · Šeško 81e | (0 - 0) | 47e Haaland | Spectateurs : 14 824 Arbitrage : Lawrence Visser Arbitre vidéo : Bram Van Driessche | Spectateurs : 14 824 Arbitrage : Lawrence Visser Arbitre vidéo : Bram Van Driessche |
| 24 septembre 2022 18h00 | Rapport                |         |             | Spectateurs : 14 824 Arbitrage : Lawrence Visser Arbitre vidéo : Bram Van Driessche | Spectateurs : 14 824 Arbitrage : Lawrence Visser Arbitre vidéo : Bram Van Driessche |

|       | Serbie                                | 4 - 1   | Suède        | Stade de l'Étoile rouge, Belgrade                                               |                                                                                 |
| 20h45 | A. Mitrović 18e 45+1e 48e · Lukić 70e | (2 - 1) | 15e Claesson | Spectateurs : 14 122 Arbitrage : Georgi Kabakov Arbitre vidéo : Ivaylo Stoyanov | Spectateurs : 14 122 Arbitrage : Georgi Kabakov Arbitre vidéo : Ivaylo Stoyanov |
| 20h45 | Rapport                               |         |              | Spectateurs : 14 122 Arbitrage : Georgi Kabakov Arbitre vidéo : Ivaylo Stoyanov | Spectateurs : 14 122 Arbitrage : Georgi Kabakov Arbitre vidéo : Ivaylo Stoyanov |

| 6e journée              | Norvège | 0 - 2   | Serbie                         | Ullevaal Stadion, Oslo                                                                             | |
| 27 septembre 2022 20h45 |         | (0 - 1) | 42e Vlahović · 54e A. Mitrović | Spectateurs : 24 364 Arbitrage : Antonio Mateu Lahoz Arbitre vidéo : Alejandro Hernández Hernández | Spectateurs : 24 364 Arbitrage : Antonio Mateu Lahoz Arbitre vidéo : Alejandro Hernández Hernández |
| 27 septembre 2022 20h45 | Rapport |         |                                | Spectateurs : 24 364 Arbitrage : Antonio Mateu Lahoz Arbitre vidéo : Alejandro Hernández Hernández | Spectateurs : 24 364 Arbitrage : Antonio Mateu Lahoz Arbitre vidéo : Alejandro Hernández Hernández |

|       | Suède        | 1 - 1   | Slovénie  | Friends Arena, Solna                                                      |                                                                           |
| 20h45 | Forsberg 42e | (1 - 1) | 28e Šeško | Spectateurs : 22 895 Arbitrage : Felix Zwayer Arbitre vidéo : Marco Fritz | Spectateurs : 22 895 Arbitrage : Felix Zwayer Arbitre vidéo : Marco Fritz |
| 20h45 | Rapport      |         |           | Spectateurs : 22 895 Arbitrage : Felix Zwayer Arbitre vidéo : Marco Fritz | Spectateurs : 22 895 Arbitrage : Felix Zwayer Arbitre vidéo : Marco Fritz |

## Classement général
Légende des classements
- Promotion en Ligue A pour la saison 2024-2025
- Relégation en Ligue C pour la saison 2024-2025

| Ligue B | Ligue B              | Ligue B                         | Ligue B      | Ligue B      | Ligue B      | Ligue B      | Ligue B      | Ligue B      | Ligue B      | Ligue B      | Ligue B      |
| Rang    | Nation               | Parcours                        | Gr.          | MJ           | G            | N            | P            | Pts          | Bp           | Bc           | Diff         |
| ------- | -------------------- | ------------------------------- | ------------ | ------------ | ------------ | ------------ | ------------ | ------------ | ------------ | ------------ | ------------ |
| 17e     | Israël               | Meilleur premier de groupe      | 2            | 4            | 2            | 2            | 0            | 8            | 8            | 6            | +2           |
| 18e     | Bosnie-Herzégovine   | 2e meilleur premier de groupe   | 3            | 4            | 2            | 2            | 0            | 8            | 6            | 4            | +2           |
| 19e     | Serbie               | 3e meilleur premier de groupe   | 4            | 4            | 2            | 1            | 1            | 7            | 8            | 4            | +4           |
| 20e     | Écosse               | 4emeilleur premier de groupe    | 1            | 4            | 2            | 1            | 1            | 7            | 5            | 4            | +1           |
|         |                      |                                 |              |              |              |              |              |              |              |              |              |
| 21e     | Finlande             | Meilleur deuxième de groupe     | 3            | 4            | 2            | 1            | 1            | 7            | 7            | 4            | +3           |
| 22e     | Ukraine              | 2e meilleur deuxième de groupe  | 1            | 4            | 1            | 2            | 1            | 5            | 2            | 4            | -2           |
| 23e     | Islande              | 3e meilleur deuxième de groupe  | 2            | 4            | 0            | 4            | 0            | 4            | 6            | 6            | 0            |
| 24e     | Norvège              | 4e Meilleur deuxième de groupe  | 4            | 4            | 1            | 1            | 2            | 4            | 2            | 4            | -2           |
|         |                      |                                 |              |              |              |              |              |              |              |              |              |
| 25e     | Slovénie             | Meilleur troisième de groupe    | 4            | 4            | 1            | 2            | 1            | 5            | 5            | 7            | -2           |
| 26e     | République d'Irlande | 2e meilleur troisième de groupe | 1            | 4            | 1            | 1            | 2            | 4            | 5            | 4            | +1           |
| 27e     | Albanie              | 3e meilleur troisième de groupe | 2            | 4            | 0            | 2            | 2            | 2            | 4            | 6            | -2           |
| 28e     | Monténégro           | 4e meilleur troisième de groupe | 3            | 4            | 0            | 1            | 3            | 1            | 1            | 6            | -5           |
|         |                      |                                 |              |              |              |              |              |              |              |              |              |
| 29e     | Roumanie             | Meilleur quatrième de groupe    | 3            | 6            | 2            | 1            | 3            | 7            | 6            | 8            | -2           |
| 30e     | Suède                | 2e meilleur quatrième de groupe | 4            | 6            | 1            | 1            | 4            | 4            | 7            | 11           | -4           |
| 31e     | Arménie              | 3e meilleur quatrième de groupe | 1            | 6            | 1            | 0            | 5            | 3            | 4            | 17           | -13          |
| 32e     | Russie               | Disqualifiée                    | Disqualifiée | Disqualifiée | Disqualifiée | Disqualifiée | Disqualifiée | Disqualifiée | Disqualifiée | Disqualifiée | Disqualifiée |

## Buteurs
| 6 buts - Erling Haaland - Aleksandar Mitrović | 4 buts - Stefan Mugoša | 3 buts - Edin Džeko - Teemu Pukki - Benjamin Šeško - Emil Forsberg |

2 buts
- Eduard Spertsyan
- Smail Prevljak
- Stuart Armstrong
- John McGinn
- Benjamin Källman
- Joel Pohjanpalo
- John Egan
- Michael Obafemi
- Þórir Jóhann Helgason
- Jón Dagur Þorsteinsson
- Manor Solomon
- Shon Weissman
- George Pușcaș
- Luka Jović
- Artem Dovbyk

1 but
- Armando Broja
- Ermir Lenjani
- Taulant Seferi
- Myrto Uzuni
- Vahan Bichakhchyan
- Artak Dashyan
- Ermedin Demirović
- Luka Menalo
- Miralem Pjanić
- Che Adams
- Ryan Christie
- Lyndon Dykes
- Jack Hendry
- Scott McKenna
- Anthony Ralston
- Oliver Antman
- Robbie Brady
- Alan Browne
- Nathan Collins
- Troy Parrott
- Mikael Anderson
- Arnór Sigurðsson
- Liel Abada
- Tai Baribo
- Dor Peretz
- Adam Marušić
- Marko Vukčević
- Alexander Sørloth
- Nicușor Bancu
- Dennis Man
- Andrei Rațiu
- Florin Tănase
- Saša Lukić
- Sergej Milinković-Savić
- Nemanja Radonjić
- Dušan Vlahović
- Andrija Živković
- Adam Gnezda Čerin
- Andraž Šporar
- Petar Stojanović
- Viktor Claesson
- Anthony Elanga
- Viktor Gyökeres
- Dejan Kulusevski
- Danylo Ignatenko
- Olexandr Karavaïev
- Rouslan Malinovsky
- Vitali Mykolenko
- Viktor Tsyhankov
- Olexandr Tymtchyk
- Olexandr Zoubkov

Buts contre son camp
- Daníel Leó Grétarsson (pour  Israël)